# 北里奥格兰德州
北里奥格兰德州，又譯北大河州，是巴西的一個州，位於巴西東北部的海岸，共拥有167个城市，面积52.796,791 km²，人口300多万人，其中73%聚集在市区，州府纳塔尔，意为圣诞节，為紀念該城於1599年聖誕節建立，有一百三十万居民。
北大河州也是巴西最大的海食盐及陆地产油州，盛产甘蔗、酒精、柑橘，有美丽的海滨小镇baia formosa。另有南里奥格兰德州（南大河州），但兩者並不相鄰，而且相隔極遠。

## 历史
第一个到达该地区的欧洲人可能是1499年的西班牙人阿隆索·德·奥赫达。南美洲的东北端圣罗克角位于纳塔尔以北20英里（32公里）处，欧洲航海家于1501年首次正式到达该地区1501-1502年，亚美利哥·韦斯普奇（Amerigo Vespucci）率领葡萄牙探险队，并以当时的圣人的名字为该地点命名。 韦斯普奇探险队还将Potengi（图皮，意为“虾之河”）河命名为“Rio Grande”（葡萄牙语，意为“伟大的河流”），该河的河口相当大，与附近的水体形成鲜明对比。 此后的几十年里，欧洲人没有在该地区建立永久定居点，居住着波蒂瓜尔部落。
16世纪（1535年至1598年），法国海盗曾在此探险寻找巴西木。1598年，葡萄牙人建造了王后堡垒，并于次年建立了纳塔尔。 养牛和种植甘蔗带动了当地的发展和经济。